# Bunkós
Bunkós (1899-ig Bunkócz, szlovákul: Bunkovce) község Szlovákiában, a Kassai kerület Szobránci járásában.

## Fekvése
Szobránctól 7 km-re délnyugatra, az Okna-patak partján fekszik.

## Története
A 18. század végén, 1796-ban Vályi András így ír róla: „BUNKÓCZ. Tót falu Ungvár Vármegyében, birtokosai külömbféle Urak, lakosai katolikusok, és reformátusok, fekszik erdők között, Tibetől nem meszsze, mellynek filiája, több fája vagyon mint szántó földgye, bő határját a’ hegyekböl lefolyó víz öntözi, vagyonnyai külömbfélék, jó termékenységéhez képest, első Osztálybéli.”
Fényes Elek 1851-ben kiadott geográfiai szótárában így ír a faluról: „Bunkócz, orosz falu, Ungh vármegyében, Szobránczhoz nyugotra egy órányira: 34 r., 283 g. kath., 31 ref. 24 zsidó lak., s termékeny róna határral, vizimalommal. F. u. gr. Sztáray Kristóf, Draveczky, és Pribék örökösök.”
A trianoni diktátumig Ung vármegye Szobránci járásához tartozott, majd az újonnan létrehozott csehszlovák államhoz csatolták. 1938 és 1945 között újra Magyarország része.

## Népessége
| Év:            | 1994. | 2004.    | 2014.    | 2024.   |
| -------------- | ----- | -------- | -------- | ------- |
| Emberek száma: | 272   | 333      | 383      | 384     |
| Eltérés:       |       | +22,42 % | +15,01 % | +0,26 % |

| Év:            | 2023. | 2024.   |
| -------------- | ----- | ------- |
| Emberek száma: | 387   | 384     |
| Eltérés:       |       | -0,77 % |

1910-ben 365, túlnyomórészt szlovák anyanyelvű lakosa volt.
2005-ben 306 lakosa volt.
2011-ben 361 lakosából 324 szlovák volt.